# La Traversée du temps (film, 2006)
Ne doit pas être confondu avec La Traversée du temps (nouvelle).
Pour les articles homonymes, voir Toki o kakeru shōjo.
La Traversée du temps (時をかける少女, Toki o kakeru shōjo) est un film d'animation japonais de 2006 produit par le studio d'animation Madhouse et réalisé par Mamoru Hosoda.
Il s'agit de la suite libre d'une populaire nouvelle éponyme de 1967 de Yasutaka Tsutsui déjà adaptée plusieurs fois : l'histoire originale raconte l'aventure similaire vécue par la tante de Makoto quand elle était jeune, fait évident pour les spectateurs au Japon, mais qui a pu laisser perplexes ceux d'autres pays. Le film partage le principe de base de la nouvelle avec une adolescente qui acquiert le pouvoir de voyager dans le temps et qui revit la même journée à plusieurs reprises dans une boucle temporelle, tout en ayant une histoire et des personnages différents.
Le film est adapté en manga dessiné par Ranmaru Kotone prépublié dans le Monthly Shōnen Ace et publié par Kadokawa Shoten en 2006. La version française est éditée par Kazé via son label Asuka en janvier 2008, puis réédité en septembre 2008.
La Traversée du temps a eu une réception critique positive. Il a remporté de nombreux prix, dont le Japan Academy Prize pour le meilleur film d'animation en 2007.
La seiyū, Riisa Naka, qui prête sa voix à l'héroïne, Makoto Konno, dans la version originale en japonais, joue également le rôle de l'héroïne, Akari Yoshiyama (la cousine de Makoto), dans le live-action de 2010 - Toki o Kakeru Shôjo - qui adapte le même roman.
Le récit commence à Tokyo, au Japon, avec l'aventure de Makoto Konno, une lycéenne de 17 ans comme les autres, menant une vie paisible et loin d'être atypique. Elle est liée d'une amitié forte avec deux garçons Chiaki et Kôsuke, avec qui elle joue régulièrement au Baseball. Mais sa vie de jeune lycéenne prend alors une tournant inattendu lorsqu'elle découvre posséder le don particulier de pouvoir traverser le temps à sa guise. L'élément déclencheur: son accident de train qu'elle a évité grâce à son retour dans le temps. Elle utilise alors son pouvoir pour avoir des meilleures notes, arriver à l'heure au lycée et éviter des événements malchanceux. Elle peut désormais modifier le cours des choses. Mais jouer avec le temps se révèle avoir des conséquences qui pèsent sur les personnages du film. Et ce sera en partie aidée de sa tante "sorcière", qui lui sert de mentor, que Makoto comprendra l'étendue de son pouvoir.

## Synopsis
Au lycée Kuranose de Tokyo, au Japon, Makoto Konno, 17 ans, découvre un message "time waits for no one" écrit au tableau et tombe par inadvertance sur un objet étrange en forme de noix. Alors qu'elle se rend au musée national de Tokyo pour rendre visite à sa tante, Kazuko Yoshiyama, elle est propulsée sur un passage à niveau et est en conséquence heurtée par un train lorsque les freins de son vélo lâchent. Mais elle se retrouve transportée dans le passé, au moment lors duquel elle roulait à vélo juste avant l'accident. Après avoir raconté ce qui s'est passé à Kazuko, celle-ci aide Makoto à comprendre qu'elle a désormais le pouvoir de traverser, de voyager dans le temps.
Au début, Makoto utilise ses pouvoirs pour éviter d'être en retard, obtenir des notes parfaites, éviter les accidents et même revivre une séance de karaoké pendant plusieurs heures. Makoto utilise également la plupart de ses sauts de façon frivole pour empêcher des situations indésirables de se produire, y compris la confession d'amour de son meilleur ami, Chiaki. Mais elle découvre rapidement que ses actions peuvent avoir des conséquences négatives sur les autres. Un jour, alors qu'elle est dans son bain, Makoto se rend compte qu'elle a un tatouage numéroté sur le bras indiquant le nombre de saut dans le temps encore possible. En utilisant les sauts temporels qui lui restent, Makoto tente d'arranger les choses pour tout le monde.
Lorsque Chiaki appelle Makoto pour lui demander si elle a fait un saut dans le temps, elle utilise son dernier saut dans le temps pour empêcher l'appel de Chiaki. Pendant ce temps, Kôsuke, l'ami de Makoto, et sa nouvelle petite amie, Kaho Fujitani, qui ont emprunté son vélo défectueux, arrive au moment de l'accident de train du début du film. Mais cette fois c'est eux qui sont sur le vélo. Makoto tente de les arrêter, mais comme elle vient d'utiliser son dernier saut, elle ne peut pas les empêcher d'être percutés par le train.
Quelques instants plus tard, Chiaki fige le temps. Il explique à Makoto qu'il vient du futur et que l'objet en forme de noix est son appareil de voyage dans le temps. Il l'a utilisé pour sauter dans le temps en espérant voir une peinture que Kazuko est en train de restaurer, car la peinture a disparu dans le futur. Alors qu'il se promène avec Makoto dans la ville gelée, Chiaki explique avoir utilisé son dernier saut temporel pour empêcher Kôsuke et Kaho d'être victimes de l'accident de train et il a arrêté le temps uniquement pour expliquer à Makoto qu'il est incapable de retourner à sa propre période temporelle. Ayant révélé ses origines et la nature de l'objet qui a permis à Makoto de sauter à travers le temps, Chiaki doit partir. Makoto réalise alors qu'elle est amoureuse de lui.
D'abord bouleversée par la disparition de Chiaki, Makoto découvre que le saut temporel de Chiaki a restauré par inadvertance son dernier saut temporel. Makoto l'utilise alors pour revenir au moment où elle a acquis ses pouvoirs, alors que Chiaki n'a plus qu'un seul saut temporel. En récupérant l'appareil de voyage temporel de Chiaki, elle lui explique alors ce qu'elle sait et ce qui s'est passé tout en lui donnant l'objet. Makoto promet d'assurer la survie du tableau pour que Chiaki puisse le voir à son époque. Avant de partir, Chiaki dit à Makoto qu'il l'attendra dans le futur. Et la vie de Mokoto et ses amis reprend alors son cours normal.

## Fiche technique
- Réalisation : Mamoru Hosoda
- Création originale : Yasutaka Tsutsui
- Scénario : Satoko Okudera
- Musique : Kiyoshi Yoshida
  - Chanson du générique : Garnet - Oku Hanako
- Character design : Yoshiyuki Sadamoto
- Direction artistique : Nizo Yamamoto
- Cinématographie :Yoshihiro Tomita
- Montage :Shigeru Nishiyama
- Studio d'animation : Madhouse
- Société de distribution : Kazé (France) ; Eurozoom (France)
- Pays de production :  Japon
- Langue originale : japonais
- Durée : 98 minutes
- Dates de sortie :
  - Japon : 15 juillet 2006[2]
  - France : 4 juillet 2007[3]
- Box office : 300 million de yens (Japon)

## Distribution
| Personnages      | Voix japonaises   | Voix françaises   |
| ---------------- | ----------------- | ----------------- |
| Makoto Konno     | Riisa Naka        | Hélène Bizot      |
| Chiaki Mamiya    | Takuya Ishida     | François Creton   |
| Kôsuke Tsuda     | Mitsutaka Itakura | Patrick Pellegrin |
| Yuri Hayakawa    | Ayami Kakiuchi    | Agnès Manoury     |
| Kaho Fujitani    | Mitsuki Tanimura  | Françoise Escobar |
| Miyuki Konno     | Yuki Sekido       | Gwenäelle Julien  |
| Kazuko Yoshiyama | Sachie Hara       | Olivia Dutron     |
| Fukushima        | Fumihiko Tachiki  | Frédéric Popovic  |

## Sortie
La Traversée du temps est sorti dans un petit nombre de salles au Japon, rapportant environ 300 millions de yens. Le film a eu une publicité limitée mais les critiques positives et le bouche-à-oreille ont permis au film d'avoir un plus grand interêt. Au théâtre Shinjuku, les spectateurs ont rempli les salles pendant plusieurs jours jusqu'à parfois regarder le film debout. À la suite de ce nouvel engouement, la société de distribution Kadokawa Herald Pictures a augmenté le nombre de salles projetant le film à travers le Japon, tout en soumettant le film à l'examen des festivals internationaux.
Le distributeur nord-américain Bandai Entertainment a présenté en avant-première le film le 19 novembre 2006 au Waterloo Festival for Animated Cinema et le 3 mars 2007 au 2007 New York International Children's Film Festival. Le film a fait l'objet d'une sortie limitée aux États-Unis : les projections étaient en version sous-titrée à Los Angeles en juin, à Seattle en septembre et à Boston en août. Une version doublée en anglais a également été projetée à New York en juillet. Le film a également été projeté en première au Royaume-Uni dans le cadre du Leeds Young People's Film Festival le 2 avril 2008.
Le film a été mis a disposition en VOD dès le 1er décembre 2010 dans tous les États-Unis sur de nombreux réseaux câblés importants, tels que Comcast, Time Warner et Cox, par le distributeur de VOD Asian Media Rights, sous le label Asian Crush.
En Corée du Sud, le film sorti en juin 2007 à rapporté 664 964 500₩.
Le film a été à nouveau projeté dans les salles de cinéma japonais sur des écrans de 4DX le 2 avril 2021 à l'occasion du 10e anniversaire du Studio Chizu, studio créé par Hosoda pour produire ses œuvres les plus récentes, et le 15e anniversaire du film lui-même. Une nouvelle affiche reprenant les visuels classiques a été publiée, ainsi qu'une nouvelle bande-annonce. Cette nouvelle sortie de 2021 a été projeté dans tout le pays (à l'exception de certain cinémas) avec comme distributeur United Cinemas.

### Accueil critique
Le site francophone Allociné recense une moyenne des critiques de presse de 3,8/5. Le site de critiques anglophone Rotten Tomatoes recense une moyenne de 84% sur 19 critique, 90% sur plus de 10000 évaluations et d'une note moyenne de 6,5%. Le consensus du site internet se lit comme suit: "Un film d'animation imaginatif et engageant avec une conception visuelle très efficace. Cette comédie dramatique sur le passage à l'âge adulte a une inventivité folle à revendre". Sur Metacritic, le film obtient une note moyenne de 66 sur 100 correspondant une "critiques généralement favorables".
Justin Sevakis du site web Anime News Network a loué le film pour sa "magie absolue". Il estime que le film a "plus en commun avec les meilleurs mangas shoujo qu'avec Paprika, l'autre œuvre de [l'auteur Yasutaka] Tsutsui". Sevakis a affirmé que le doublage "la bonne dose de réalisme [pour le film]". Ty Burr, du Boston Globe, a fait l'éloge des images et du rythme du film. Il a également comparé le film aux œuvres du Studio Ghibli. Nick Pinkerton du journal américain Village Voice a déclaré : "il y a un réel savoir-faire dans la façon dont [le film] maintient son sentiment de quiétude estivale et de brume gorgée de soleil à travers quelques motifs soigneusement répétés : jeux d'attrape-moi à trois coins, formations nuageuses montagneuses, natures mortes de salles de classe". Pinkerton a également déclaré que le film était "l'équivalent d'une lecture sensible de l'étagère Young Adult, et il n'y a rien de mal à cela". L'auteur Yasutaka Tsutsui a fait l'éloge du film comme étant "une véritable deuxième génération" de son livre lors du Tokyo International Anime Fair le 24 mars 2006.

### Récompenses et distinctions
| Année | Prix                                                | Catégorie                      | Nommé                                   | Résultat   | Ref.   |
| ----- | --------------------------------------------------- | ------------------------------ | --------------------------------------- | ---------- | ------ |
| 2006  | Nihon SF Taisho Award                               | Grand Prize                    | La Traversée du temps                   | Nomination | [ 13 ] |
| 2006  | Sitges - Festival international de Catalogne        | Meilleur film d'animation      | La Traversée du temps                   | Lauréat    | [ 14 ] |
| 2006  | Prix du film Mainichi                               | Meilleur film d'animation      | La Traversée du temps                   | Lauréat    |        |
| 2007  | The 10th Japan Media Arts Festival                  | Grand Prize                    | La Traversée du temps                   | Lauréat    | [ 15 ] |
| 2007  | Japan Academy Prize                                 | Animation of the Year          | La Traversée du temps                   | Lauréat    | [ 16 ] |
| 2007  | Festival International du Film d'Animation - Annecy | Mention Spéciale               | La Traversée du temps                   | Lauréat    | [ 14 ] |
| 2007  | Tokyo Anime Fair                                    | Film d'animation de l'année    | La Traversée du temps                   | Lauréat    | [ 17 ] |
| 2007  | Tokyo Anime Fair                                    | Meilleur Réalisateur           | Mamoru Hosoda                           | Lauréat    | [ 17 ] |
| 2007  | Tokyo Anime Fair                                    | Meilleure histoire originale   | La Traversée du temps: Yasutaka Tsutsui | Lauréat    | [ 17 ] |
| 2007  | Tokyo Anime Fair                                    | Meilleur scénario              | Satoko Okudera                          | Lauréat    | [ 17 ] |
| 2007  | Tokyo Anime Fair                                    | Meilleure direction artistique | Nizo Yamamoto                           | Lauréat    | [ 17 ] |
| 2007  | Tokyo Anime Fair                                    | Meilleur Character Design      | Yoshiyuki Sadamoto                      | Lauréat    | [ 17 ] |

## Bande sonore
Les musiques du film ont été composées par Kiyoshi Yoshida avec quelques exceptions. Le piano est joué par Haruki Mino.
| No. | Titre                                           | Compositeur                                   |
| --- | ----------------------------------------------- | --------------------------------------------- |
| 1   | Natsuzora (thème d'ouverture)                   | Kiyoshi Yoshida                               |
| 2   | Sketch                                          | Kiyoshi Yoshida                               |
| 3   | Aria (Goldberg Hensoukyoku Yori)                | Bach - Variations de Goldberg                 |
| 4   | Karakuri Tokei (Time Leap)                      | Kiyoshi Yoshida                               |
| 5   | Shouji no Fuan                                  | Kiyoshi Yoshida                               |
| 6   | Sketch (version longue)                         | Kiyoshi Yoshida                               |
| 7   | Daylife                                         | Kiyoshi Yoshida                               |
| 8   | Daiichi Hensoukyoku (Goldberg Hensoukyoku Yori) | Bach - Variation 1 des Variations de Goldberg |
| 9   | Mirai no Kioku                                  | Kiyoshi Yoshida                               |
| 10  | Seijaku                                         | Kiyoshi Yoshida                               |
| 11  | Kawaranai Mono (version pour cordes)            | Honako Oku                                    |
| 12  | Natsuzora (thème de fermeture)                  | Kiyoshi Yoshida                               |
| 13  | Karakuri Tokei (Time Leap) (version longue)     | Kiyoshi Yoshida                               |
| 14  | Natsuzora (version longue)                      | Kiyoshi Yoshida                               |
| 15  | Garnet (Yokokuhen version courte)               | Honako Oku                                    |

## Manga
Ranmaru Kotone a adapté le film en un manga qui a été sérialité dans Shōnen Ace quelque mois avant que le film sorte au cinéma. Le manga suit, en grande partie, la même trame narrative que le film tout en ayant quelques légères différences. Notamment, le manga commence différemment avec Makoto Konno rêvant de tomber sur Kazuko Yoshiyama et Kazuo Fukamachi - les personnages principaux du roman d'origine - se quittant. Autre différence notable, le manga finit avec un épilogue montrant la jeune Kazuko se réveillant à la suite du départ de Kazuko dans sa propre temporalité.